# 1809 год в музыке

## Произведения
- Людвиг ван Бетховен:
  - Концерт № 5 для фортепиано с оркестром, соч. 73[1].
- Луиджи Керубини — опера «Пигмалион» (итал. Pimmalione).
- Гаспаре Спонтини — опера «Фернан Кортес или завоевание Мексики» (фр. Fernand Cortez, ou La conquête du Mexique).

## Родились
- 3 февраля — Феликс Мендельсон (нем. Felix Mendelssohn), немецкий композитор и дирижёр.
- 19 марта — Фредрик Пациус (фин. Fredrik Pacius), финский композитор, скрипач и дирижёр немецкого происхождения, автор национального гимна Финляндии.
- 31 марта — Отто Линдблад (швед. Otto Lindblad), шведский композитор, скрипач и хоровой дирижёр, автор музыки Шведского королевского гимна.
- 29 августа — Антонио Сомма итал. Antonio Somma, итальянский драматург, либреттист, журналист, поэт и адвокат.
- 30 августа — Адольф Фридрих Хессе (нем. Adolf Friedrich Hesse), немецкий композитор и органист (умер 5 августа 1863).
- 22 октября — Федерико Риччи (итал. Federico Ricci), итальянский оперный композитор.

## Скончались
- 29 января — Луиджи Антонио Саббатини (итал. Luigi Antonio Sabbatini), итальянский музыкальный теоретик.
- 3 февраля — Иоганн Георг Альбрехтсбергер (нем. Johann Georg Albrechtsberger), австрийский композитор, органист, музыковед и педагог.
- 31 марта — Йозеф Гайдн (нем. Joseph Haydn), немецкий композитор.
- 17 апреля — Иоганн Христиан Киттель (нем. Johann Christian Kittel), немецкий органист, композитор и педагог.
- 7 июня — Яков Степанович Воробьёв, русский оперный певец, бас.
- 31 декабря — Франц Игнац Бек (нем. Franz Ignaz Beck), немецкий композитор.
- дата неизвестна — Иоганн Готфрид Экард (нем. Johann Gottfried Eckard), французский пианист и композитор немецкого происхождения.